# 取手郵便局
取手郵便局（とりでゆうびんきょく）は茨城県取手市にある郵便局。民営化前の分類では集配普通郵便局であった。

## 概要
住所：〒302-8799 茨城県取手市西2-37-1

## 沿革
- 1872年4月25日（明治5年3月18日） - 取手郵便取扱所として開設[1]。
- 1875年（明治8年）1月1日 - 取手郵便局（五等）となる。
- 1880年（明治13年） - 為替・貯金取扱を開始。
- 1894年（明治27年）3月1日 - 取手郵便電信局となる。
- 1903年（明治36年）4月1日 - 通信官署官制の施行に伴い取手郵便局となる。
- 1958年（昭和33年）10月25日 - 小文間郵便局から電話交換事務の取扱を移管[2]。
- 1965年（昭和40年）2月16日 - 小文間郵便局から和文電報配達事務の一部[3]を移管。
- 1966年（昭和41年）3月13日 - 電話交換、和文電報受付・配達、欧文電報受付・配達および国際電報受付・配達の各業務を、取手電報電話局に移管。
- 1967年（昭和42年）4月10日 - 特定郵便局から普通郵便局に局種別改定。
- 1975年（昭和50年）10月20日 - 取手市取手二丁目から同市稲字向原[4]に移転。
- 1998年（平成10年）9月1日 - 外国通貨の両替および旅行小切手の売買に関する業務取扱を開始。
- 2007年（平成19年）10月1日 - 民営化に伴い、併設された郵便事業取手支店に一部業務を移管。
- 2012年（平成24年）10月1日 - 日本郵便株式会社発足に伴い、郵便事業取手支店を取手郵便局に統合。

## 取扱内容
- 郵便、印紙、ゆうパック、内容証明
- 貯金、為替、振替、振込、国際送金、外貨両替・トラベラーズチェック、国債、投資信託
- 生命保険、バイク自賠責保険、自動車保険
- ゆうちょ銀行ATM
- 取手市内の一部地域の集配業務
- ゆうゆう窓口

## 周辺
- 取手市役所
- 江戸川学園取手中学校・高等学校
- 取手競輪場
- 国道294号
- 利根川

## アクセス
- 関東鉄道常総線 寺原駅から徒歩約11分
- 関鉄バス 白山8停留所、もしくは取手市コミュニティバス「ことバス」 取手郵便局停留所下車
- 常磐自動車道 谷和原ICから南東へ約11km
- 駐車場あり：13台